# Pueblo zulú
Los zulúes son un grupo étnico africano, de origen nguni - ntungwa, con más de diez millones de individuos que habitan principalmente la provincia de KwaZulu-Natal, en Sudáfrica, aunque también se encuentran en menor número por Botsuana, Lesoto, Malaui, Suazilandia, Mozambique y Zimbabue.
Su idioma deriva originalmente del bantú, aunque más recientemente del subgrupo nguni. El reino zulú desempeñó un papel relevante en la historia de Sudáfrica durante el siglo XIX. En el siglo XX, bajo el régimen del apartheid, este pueblo fue clasificado como ciudadanos de segunda clase, siendo discriminados. Hoy en día es el grupo étnico más numeroso del país y posee igualdad de derechos.
Están divididos en diferentes clanes, cada uno gobernado por un jefe. En su mayoría, todos estos clanes forman parte, a su vez, del reino zulú, bajo la soberanía de un rey.

## Historia

### Orígenes

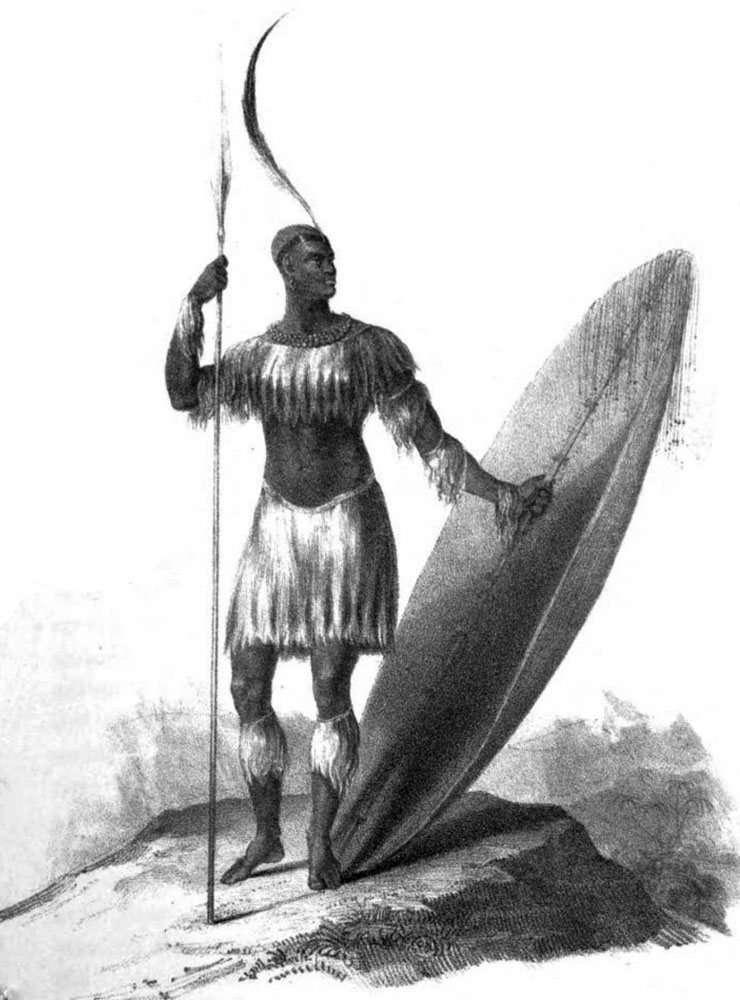
El rey Shaka

Según su tradición oral, el pueblo zulú se considera descendiente de un caudillo legendario de los a bantu bakua zulu (Pueblo de la Tierra de Zulú). 
Originalmente era un clan menor, fundado hacia 1709 por Zulu kaMalandela. En la lengua zulú, Zulú significa cielo, o firmamento. Hacia el siglo XVIII ya comerciaban con los portugueses en la bahía de Delagoa. El primer caudillo importante fue Senzangakhona entre el 1787 y el 1816, quien integró todos los clanes zulúes en una única entidad político-administrativa hacia 1807.
Se considera fundador de la nación zulú al caudillo Dingiswayo, hijo de Jobe, quien del 1807 al 1818 fue jefe de la Confederación Mtetwa.En 1818 esta confederación declaró la guerra a la poderosa Confederación Ndwandwe y la expulsó de sus tierras. Sin embargo el rey de los ndwandwe ejecutó al jefe Dingiswayo al capturarlo tras una batalla.   Shaka ocupó el lugar de Dingiswayo y en 1820 dominó a toda la antigua región de la Confedración Ndwandwe y dio a sus seguidores el nombre de zulú.

### El reino zulú
El Reino zulú, a veces llamado el Imperio Zulú o simplemente Zululandia, fue una monarquía en el África austral fundada por  el rey Shaka, que se extendía a lo largo de la costa del océano Índico desde el río Tugela en el sur hasta el río Pongola en el norte.
El reino llegó a dominar gran parte de lo que es hoy KwaZulu-Natal y África meridional, pero cuando entró en conflicto con el Imperio británico en la década de 1870 durante la guerra anglo-zulú, fue derrotado a pesar de una temprana victoria zulú en la guerra. El área fue absorbida posteriormente en la Colonia de Natal y más tarde se convirtió en parte de la Unión de Sudáfrica.

### En la actualidad
Dignane se enfrentó a los afrikáner en una guerra entre 1838 y 1839 y fue derrotado. En 1879 el ejército colonial británico terminó por destruir el aparato militar zulú. En 1887 el territorio zulú quedó anexado a Gran Bretaña y finalmente incorporado a Natal en 1897. En 1906 tendrá lugar el último levantamiento armado de las jefaturas zulúes, será encabezado por el jefe Bambata en protesta por la imposición de británica de un impuesto de voto.

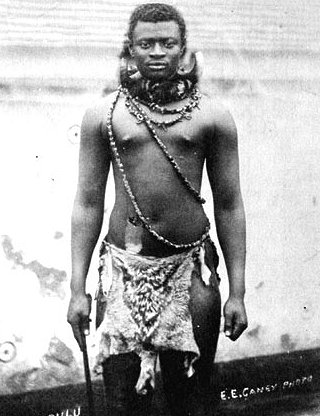
Rey Dinizulu.

Como resultado de la revuelta de 1907-1910, el sucesor de Dinizulu, Solomon kaDini zulu, no fue reconocido como rey por las autoridades británicas, razón por la que en 1923 fundó el movimiento nacionalista Inkatha Ya KwaZulu, que dirigió hasta su muerte el 4 de marzo de 1933, siendo sucedido como líder del pueblo zulú por Cyprian Bhekuzulu k Solomon (1924-1968).
Durante el apartheid las autoridades sudafricanas intentaron ganarse el apoyo de la población zulú con la creación del bantustán de KwaZulu el 1 de febrero de 1977, llegando a plantearse incluso conceder una independencia aparente al bantustan, limitada por la dependencia económica hacia la República Sudafricana, pero se encontraron con la oposición del líder local Mangosuthu Buthelezi, que refundó el movimiento Inkatha Ya KwaZulu, antecedente del futuro partido político Inkatha Freedom Party.
El bantustán fue gobernado hasta su disolución en 1994, en nombre del rey zulú por Mangosuthu ("Gatsha") Buthelezi, miembro él también de la familia real zulú. En 1968 fue coronado como sucesor Goodwill Zwelithini kaBhekuzulu. Tras su fallecimiento en 2021 y tras un largo juicio sucesorio, fue coronado rey zulú, Misuzulu Zulu, el 29 de octubre de 2022.En diciembre de 2023 un tribunal de Pretoria declaró ilegal la coronación y ordenó al gobierno de Sudáfrica rever la misma.